# Cupola
1. Preusmjeri Nacrt:Cupola